# Royal Crown Revue
Royal Crown Revue — гурт, утворений в 1989 році у Лос-Анджелесі. Їх немале зусилля полягало у заснуванні руху Swing revival.

## Короткі відомості
Гурт заснували Марк Стерн, Едді Ніколс та Мандо Дораме із використанням стилів рокабілі, панку, джазу, блюзу, соулу та інших напрямів музики. Двоє з братів Стерн, Джеймі і Адам та брат Шон були членами панк-гурту"Youth Brigade".
Випустивши свій перший альбом на «BYO Records», гурт підписав контракт з «Warner Bros.» і розлучилася із братами Стерн. Станом на 2019 рік до складу гурту входять співак Едді Ніколс, саксофоніст-тенор Мандо Дораме та барабанщик Деніел Ґласс. Гурт виступав з концертами в Австралії, Європі та США.
Після зйомок «Маски» гурт почав виступати в лос-анджелеському клубі «Дербі», який здобув визнання головним чином завдяки включенню локації у фільм «Свінгери». Хоча музика гурту була інструментальною частиною сцени клубу «Дербі», конфлікт у контракті «Warner Bros.» заважав гурту з'являтися у фільмі.
Розділ RCR Horn підтримував Бетт Мідлер під час її туру «Kiss My Brass» 2003—2004 років; трубач Скотт Стін був солістом Бетти.
Гурт здійснив численні записи для фільмів, телебачення, радіо — як то «Маска», «Золоті ворота», Пізня ніч з Конаном О'Браєном, «Viva Variety», «Today» і «Баффі — переможниця вампірів». У 1998 році гурт з'явився на Playboy Jazz Festival, записала та виступала в прямому ефірі з Бетт Мідлер на премії Billboard Music Awards і склала оригінальну тему телевізійного сезону WB Network в 1999 році.

## Учасники гурту
- Едді Ніколс — вокал
- Дженніфер Кіт — вокал
- Мандо Дораме — тенор-саксофон
- Даніель Гласс — барабани
- Дейв Міллер — бас
- Марк Келлі — гітара
- Джим Джедейкін — баритон-саксофон /альт-саксофон
- Лі Торнбург — труба
- Марк Піндер — труба

## Колишні учасники гурту
- Джеймс Акор — гітара
- Енріко Кривелларо — гітара
- Грег Ерба — гітара
- Вейко Лепісто — бас
- Адам Стерн — бас
- Марк Стерн — барабани
- Джеймі Стерн — альт-саксофон
- Білл Унгерман — альт-саксофон /баритон-саксофон
- Скотт Стін — труба

## Дискографія
- Kings Of Gangster Bop (Big Daddy Records/BYO, 1991)
- Hey Santa!!! ((Big Daddy Records/BYO, 1992)
- Mogzy's Move (Warner Bros. Records, 1996) перевийшов у 1998 році, додано доріжку «Barflies At The Beach».
- Caught In The Act (Surfdog Records/WEA, 1997)
- The Contender (Warner Bros. Records, 1998)
- Walk On Fire (Side One Dummy Records, 1999)
- Passport To Australia (Kufala Recordings, 2000; Disc Union, 2005)
- Greetings From Hollywood: A Review of The Revue 1994—2004 (RCR Records, 2005)
- El Toro (RCR/Kufala Recordings, 2007)
- Live At The Corner Hotel, Melbourne Australia (Liveband.com.au, 2007)
- Don't Be A Grinch This Year! (RCR Records, 2010)

## Юридична полеміка
В 1996—1998 роках гурт брав участь у судовому процесі з Amazing Royal Crowns — після тривалої плутанини з промоутерами. Відповідно до урегулювання від липня 1998 року, останній гурт змінив назву на Amazing Crowns. В обмін гурт погодився скасувати позов. Також гурт позивався з RC Cola і виграла цей позов. На здивування, RC Cola згодом запропонувала продати компакт-диск гурту через низку рекламних акцій.